# Stram Kurs
Stram Kurs ("Línia Dura") és un partit polític d'Ultradreta fundat a Dinamarca el 2017 per l'advocat danès Rasmus Paludan. El partit està associat gairebé exclusivament al seu fundador i al seu activisme i manifestacions anti islàmiques.
El partit va participar en les Eleccions legislatives daneses de 2019, on va obtenir l'1,8% dels vots, per sota del llindar electoral del 2%.

## Història
El partit va ser fundat el 16 de març de 2017 per Rasmus Paludan. Es va presentar a sis municipis a les eleccions locals daneses de 2017, però no va rebre més de 200 vots en cap municipi, la qual cosa va impedir que el partit obtingués un escó en cap consell. També va funcionar sense èxit en dues de les cinc regions daneses.
Paludan es va donar a conèixer a YouTube on els vídeos del canal del partit van obtenir 20 milions de visualitzacions l'abril del 2019. Els vídeos sovint es van filmar durant les manifestacions que Línia Dura va fer als guetos durant les quals Paludan va provocar deliberadament els musulmans, com per exemple fent que Mahoma conscienciegés. El 2018, el partit va fer 53 manifestacions.
El partit va guanyar l'atenció generalitzada el 14 d'abril d'aquell any, quan Paludan va fer una manifestació a Nørrebro a Copenhaguen. A la manifestació, Paludan llençar un Alcorà i va ser atacat poc després que comencés la manifestació. La manifestació va causar disturbis massius a Nørrebro quan els manifestants van atacar la policia. Els dies següents, a Paludan se li va prohibir continuar les seves manifestacions pel risc per a l'ordre públic i les amenaces contra ell mateix.

### Eleccions generals daneses de 2019
El 27 d'abril de 2019, el partit va anunciar que havia reunit més de les 20.109 declaracions de votants necessàries per aparèixer a la papereta de les Eleccions legislatives daneses de 2019. Així ho va aprovar formalment el Ministeri d'Economia i Interior el 6 de maig, quan també se'ls va lliurar la llista lletra P. Les declaracions no es van recollir d'acord amb la normativa, que va eludir un període de reflexió de set dies, però el ministeri no va poder sancionar l'incompliment de la normativa a causa d'una escletxa en la normativa.
A principis de maig de 2019, les enquestes van mostrar que el partit tenia un 2,7% i un 3,9% de suport, per sobre del llindar del 2,0% necessari perquè un partit guanyés escons al parlament. El 9 de maig, va aparèixer a Internet un vídeo més antic de YouTube de Paludan fent un discurs sobre l'Islam i els ⁣Atemptats de l'11 de setembre de 2001. Els mitjans danesos van començar a informar sobre el vídeo perquè una declaració de Paludan va ser interpretada com una crida a la violència i el genocidi dels musulmans. "El millor que podria passar seria que no quedés ni un musulmà a la nostra estimada Terra" és la traducció aproximada de la cita del vídeo, filmada durant una visita a Nova Jersey. L'advocat danès Jacob Mchangama va dir que la declaració de Paludan era amb tota probabilitat una violació de la llei danesa.
A les eleccions generals del 5 de juny de 2019, la línia dura va obtenir l'1,8% dels vots i no va obtenir cap escó al Folketing.
El març de 2020 se li va prohibir a Hard Line recollir noves declaracions de votants fins al setembre de 2022, després que la junta electoral independent descobrís que Hard Line havia fet un ús indegut del sistema de declaració de vot. El partit ja havia estat suspesa temporalment el desembre de 2019, arran de la sospita d'ús fraudulent. El seu accés actual a la votació caducarà l'octubre de 2020. Per eludir la sentència, Hard Line va fundar un nou partit, legalment anomenat Hard Line (a diferència de Stram Kurs). Paludan va qualificar el nou partit de "partit germà" i va dir que el nou partit tindria la mateixa política i candidats que Stram Kurs, i que la intenció era que es tornin a fusionar en un partit en el futur. El Ministeri de l'Interior va considerar legal la creació del nou partit.

### Manifestacions

#### Manifestació d'abril de 2019 a Copenhaguen
L'abril de 2019, el partit va celebrar un esdeveniment on l'Alcorà va ser llençat i després cremat. El president Rasmus Paludan va ser atacat pels amotinats durant una manifestació a Blågårds Plads, al districte ètnicament divers de Nørrebro de Copenhaguen. Després de l'atac, Paludan va ser escortat lluny de l'esdeveniment, però els disturbis es van reprendre quan va tornar i la policia va utilitzar gasos lacrimògens per sotmetre als amotinats que eren uns 200.
El juny de 2019, un jove de 17 anys va ser condemnat per agredir agents de policia a vuit mesos de presó i un avís d'acord amb la normativa d'immigració danesa. Es va trobar que havia llençat pedres, ampolles de vidre i focs artificials a la policia. El juliol del 2019, un home de 26 anys va ser declarat culpable d'haver llençat pedres a la policia i condemnat a un any de presó. El setembre de 2019, dos homes de 18 i 35 anys respectivament van ser declarats culpables d'alteració de la pau i utilitzar violència contra la policia. El jove, de 35 anys, va rebre una condemna de 9 mesos de presó i el jove de 18 anys va rebre 8 mesos de presó. A més, la família del jove, de 18 anys, que en tenia 17 quan va cometre els delictes, va ser desallotjada pel propietari públic, ja que havien pertorbat de manera demostrable la pau a la zona.

#### Manifestacions el 2020 a Suècia
Cap a finals d'agost de 2020, el partit va organitzar una crema de l'Alcorà a Rosengård, un suburbi de Malmö que va provocar els disturbis de Suècia del 2020 quan els amotinats van protestar violentament.
El 10 de setembre de 2020, Hard Line va cremar un Alcorà al suburbi d'Estocolm de Rinkeby i va publicar l'esdeveniment en una plataforma de vídeo. El partit havia sol·licitat prèviament permís per celebrar l'esdeveniment en cinc llocs, però l'autoritat policial sueca li va denegar el permís. La profanació va ser captada per les càmeres de vigilància i la policia va començar a buscar els membres del partit. Posteriorment, la policia va aturar dos vehicles i va detenir set persones que anaven armades amb porres i tubs d'acer per preparar l'assalt. Alguns dels arrestats tenien connexió amb l'⁣Acció Antifeixista (Antifa Suècia) que buscaven els membres del partit. Amb relació a l'esdeveniment, 15 congregacions musulmanes van exigir que es modifiquessin les Lleis Bàsiques de Suècia per prohibir l'insult i el ridícul de les religions perquè ja no estiguin protegides per les lleis que protegeixen la llibertat d'expressió.

#### Manifestacions del 2022 a Suècia
La visita de Rasmus Paludan a Suècia l'abril de 2022 i la crema de l'Alcorà planificada van provocar disturbis o disturbis a Malmö, Estocolm, Örebro, Linköping, Norrköping i Landskrona, alguns dels quals van implicar bandes criminals dirigides a la policia en lloc de Stram Kurs. També es van produir protestes a l'ambaixada sueca a l'Iran i l'Iraq va presentar una protesta diplomàtica. Rasmus Paludan va abandonar la seva aparició prevista en una manifestació per problemes de seguretat personal.

## Plataforma

### Filosofia
La base filosòfica del partit és "l'utilitarisme etnonacionalista", descrit com la maximització de la "felicitat més gran per al major nombre de danesos ètnics". Aquesta plataforma es desenvolupa en dos pilars polítics. En primer lloc, un pilar "identitari" o etnonacionalista que se centra a protegir i augmentar l'"homogeneïtat ètnica, cultural, religiosa, lingüística i normativa" de Dinamarca. En segon lloc, un pilar dret-llibertari que preveu un augment radical de la llibertat i els drets individuals, un cop "restaurada" l'homogeneïtat ètnica del país mitjançant la prohibició de l'islam i les deportacions massives.

### Immigració
La línia dura del partit busca la prohibició de l'islam, l'aturada completa de la immigració de països no occidentals i la deportació de tots els musulmans i la majoria dels altres grups d'immigrants. Segons les seves propostes, només estarien permesos al país els danesos d'ètnia nativa i els "adoptats com a infants", amb excepcions específiques per a turistes visitants, diplomàtics estrangers i cònjuges estrangers qualificats "amb antecedents en la cultura d'Europa occidental".
L'homogeneïtat ètnica i nacional segons el partit s'hauria d'assegurar mitjançant un programa de deportació a gran escala descrit en els materials del partit:
Dinamarca ha d'expulsar totes les persones no occidentals que hagin rebut asil i que no siguin ciutadanes natives d'un dels països veïns de Dinamarca. Dinamarca ha de deportar tota persona no occidental que no sigui ciutadana danesa. Per als no occidentals amb visats temporals, el visat no es renovarà. Els no occidentals amb estatus legal permanent també haurien de ser revocats i deportats.

 Els estrangers que hagin rebut la ciutadania danesa pel procés de naturalització legal haurien de revaloritzar la seva ciutadania, amb el supòsit que serà anul·lada. Els estrangers que han rebut asil a Dinamarca, per descomptat, haurien de ser deportats immediatament, atès que la base per a l'asil ja no és vàlida. Això també s'aplica a la seva descendència. Per tant, les deportacions a Bòsnia i Kosovo òbviament han de començar immediatament.

 Tota persona sense estatus legal a Dinamarca serà internada fins que pugui ser deportada. Les persones que no tinguin estatus legal mentre esperen resposta a una sol·licitud de visat seran deportades mentre el cas estigui en revisió. Si la deportació no és possible, el sol·licitant hauria de ser internat mentre es revisa la sol·licitud.

## Organització
No és clar quants membres té Hard Line. El partit està dirigit per Paludan i no té capítols locals o regionals i els funcionaris del partit són nomenats per ell en lloc d'elegir pels membres, com és habitual amb els partits danesos. I el seu lloc web allotja una única secció dels estatuts del partit.
Stram Kurs fou bandejat el març de 2020 durant 2,5 anys de recollir declaracions de votants, a causa de l'ús fraudulent del sistema. Stram Kurs, en canvi, des del juny de 2020 recull les declaracions dels votants sota el nom de "Hard Line", que legalment és un partit diferent. Paludan ha caracteritzat al nou partit com un "partit germà" de Stram Kurs, i ha dit que comptarà amb les polítiques i candidats de Stram Kurs. En cas que el nou partit aconsegueixi accedir a la papereta de les eleccions, apareixeria a la papereta com a "Hard Line".

## Resultats electorals

### Parlament
| Folketing |        |            |      |         |        |
| Data      | Vots   | Vots       | Vots | Escons  | Escons |
| Data      | No.    | %          | ± pp | No.     | ±      |
| 2019      | 63,091 | 1.8 (11th) | Nou  | 0 / 179 | Nou    |

### Eleccions municipals
| Data | Vots | Escons    | Escons |
| Data | Vots | No.       | ±      |
| ---- | ---- | --------- | ------ |
| 2017 | 286  | 0 / 2.432 | Nou    |

### Eleccions autonòmiques
| Data | Vots | Escons  | Escons |
| Data | Vots | No.     | ±      |
| ---- | ---- | ------- | ------ |
| 2017 | 834  | 0 / 205 | Nou    |